# Chrysorthenches
Chrysorthenches är ett släkte av fjärilar. Chrysorthenches ingår i familjen Plutellidae.
Kladogram enligt Catalogue of Life:
| Chrysorthenches | \| \| Chrysorthenches argentea \| \| \| \| \| \| Chrysorthenches drosochalca \| \| \| \| \| \| Chrysorthenches glypharcha \| \| \| \| \| \| Chrysorthenches halocarpi \| \| \| \| \| \| Chrysorthenches phyllocladi \| \| \| \| \| \| Chrysorthenches polita \| \| \| \| \| \| Chrysorthenches porphyritis \| \| \| \| \| \| Chrysorthenches virgata \| \| \| \| |
|                 | \| \| Chrysorthenches argentea \| \| \| \| \| \| Chrysorthenches drosochalca \| \| \| \| \| \| Chrysorthenches glypharcha \| \| \| \| \| \| Chrysorthenches halocarpi \| \| \| \| \| \| Chrysorthenches phyllocladi \| \| \| \| \| \| Chrysorthenches polita \| \| \| \| \| \| Chrysorthenches porphyritis \| \| \| \| \| \| Chrysorthenches virgata \| \| \| \| |
|                 | Chrysorthenches argentea |
|                 | |
|                 | Chrysorthenches drosochalca |
|                 | |
|                 | Chrysorthenches glypharcha |
|                 | |
|                 | Chrysorthenches halocarpi |
|                 | |
|                 | Chrysorthenches phyllocladi |
|                 | |
|                 | Chrysorthenches polita |
|                 | |
|                 | Chrysorthenches porphyritis |
|                 | |
|                 | Chrysorthenches virgata |
|                 | |